# Saumakos
Saumakos (starogr. Σαυμακος) – przywódca powstania scytyjskiego w Królestwie Bosporańskim w latach 107–106 p.n.e.
Pochodzenie jego budzi wiele wątpliwości. Najprawdopodobniej był scytyjskim niewolnikiem, który wyrósł i służył na dworze władcy bosporańskiego Perisada V. Stanął na czele powstania scytyjskich niewolników i biedoty miejskiej w Pantikapajonie, w trakcie którego Perisad został zgładzony, niewykluczone, że przez samego Saumakosa, który następnie został przez powstańców ogłoszony królem. W ciągu 2 miesięcy opanował cały obszar królestwa, stając się jego faktycznym władcą. Władza jego trwała prawie rok, aż do czasu gdy wiosną 106 p.n.e. flota i armia pontyjska pod dowództwem Diofantosa wylądowała na krymskim brzegu, rozpoczynając tłumienie powstania. Wojska pontyjskie odbiły Teodozję i Pantikapajon, w którym schwytano przywódcę powstania. Saumakos został odesłany do Pontu i tam stracony. 
Znane są monety z czasów rządu Saumakosa, na których widnieją głowa Geniusza i imię Saumakosa.